# کامپوجالیانو
کامپوجالیانو (به ایتالیایی: Campogalliano) یک کومونه در ایتالیا است که در استان مودنا واقع شده‌است.

## خصوصیات
کامپوجالیانو ۳۵٫۰ کیلومترمربع مساحت و ۸٬۰۴۴ نفر جمعیت دارد و ۴۳ متر بالاتر از سطح دریا واقع شده‌است.